# Benjamin Pendleton
Pour les articles homonymes, voir Pendleton.
Benjamin Pendleton, né à Westerly (Rhode Island) le 16 février 1787 et mort à Stonington le 3 septembre 1857, est un navigateur américain.

## Biographie
Pendleton est connu pour avoir dirigé huit navires aux Shetland du Sud en novembre 1819 dont ceux de Nathaniel Palmer, le Hero et le James Monroe qui aperçurent de manière indiscutable l'Antarctique,.